# George Washington Gale Ferris, Jr.
George Washington Gale Ferris, Jr. (14 tháng 2 năm 1859–22 tháng 11 năm 1896) là một kỹ sư người Mỹ nổi tiếng bởi tạo ra Vòng quay khổng lồ Ferris Wheel tại Hội chợ Triển lãm Thế giới Columbia tổ chức tại Chicago năm 1893.

## Thời niên thiếu

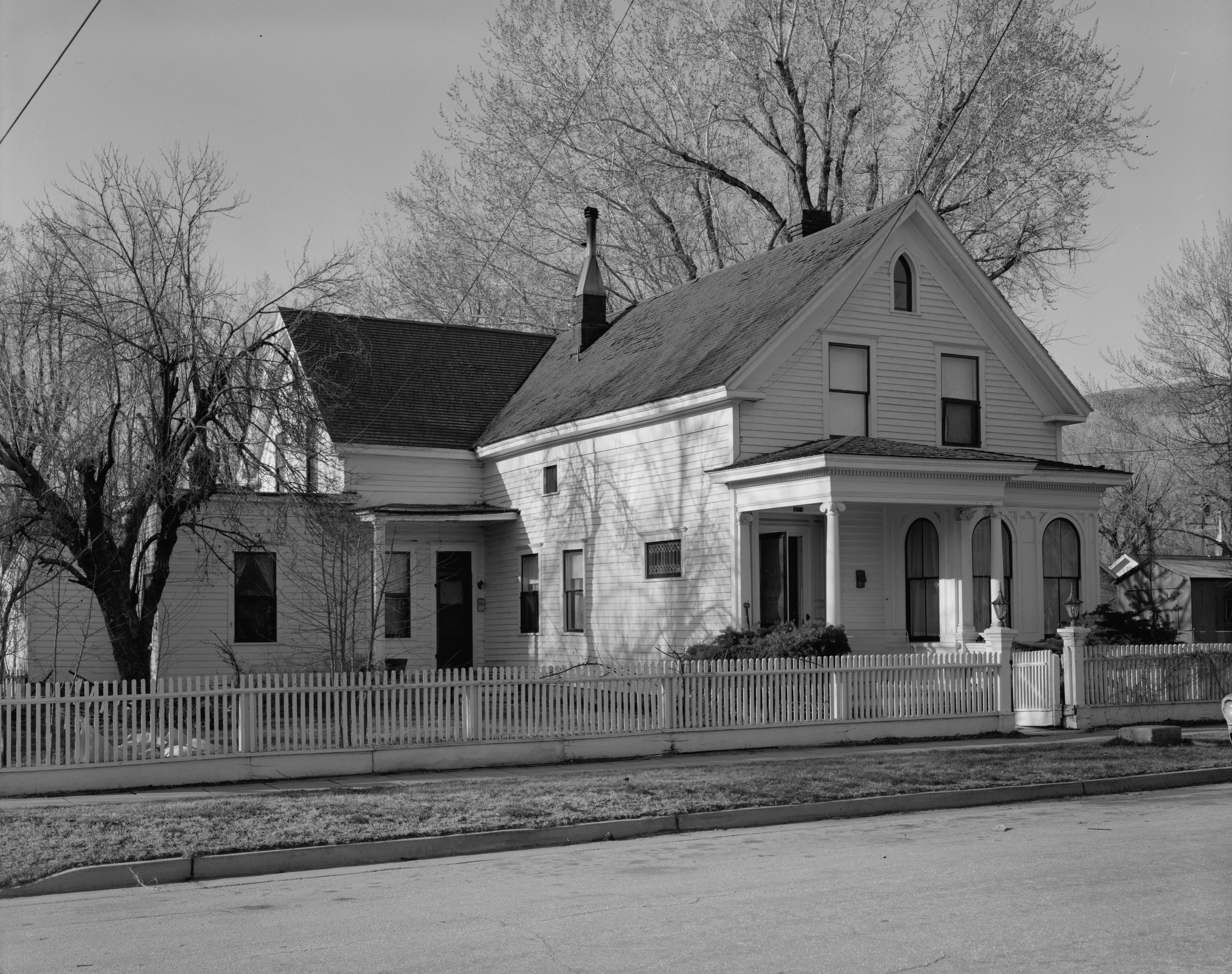
Sears-Ferris House, Carson City

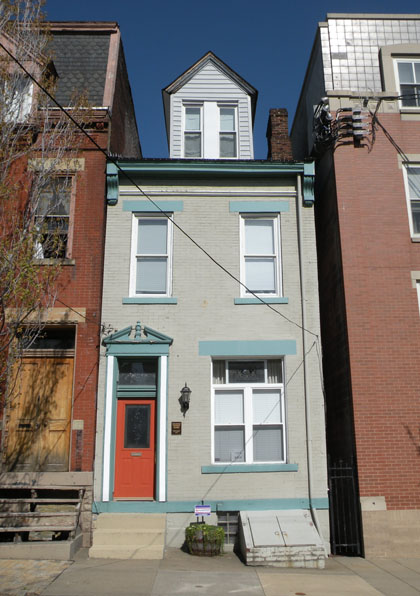
Ferris House, Pittsburgh

Ferris sinh ngày 14 tháng hai, 1859 tại Galesburg, Illinois, thị trấn mang tên dòng họ George Washington Gale. Đấng sinh thành là ông George Washington Gale Ferris Sr. và bà Martha Edgerton Hyde. Ông còn có một anh trai tên là Frederick Hyde sinh năm 1843. Năm 1864, năm năm sau khi Ferris ra đời, gia đình ông bán trang trại bò sữa và chuyển tới vùng Nevada. Trong hai năm đầu gia đình ông sống tại Carson Valley.
Từ 1868 tới 1890, bố ông George Washington Gale Ferris Sr., sở hữu Sears-Ferris House, tại 311 W. Third, Carson City, Nevada. Ban đầu được xây bởi Gregory A. Sears năm 1863, vốn là một doanh nhân tiên phong của Carson City, tòa nhà hiện đã được đưa vào danh sách các di tích quốc gia của Thành phố Carson City vào 9 tháng 2 năm 1979.
Ferris cha vốn là một nhà nông nghiệp, đóng góp đáng kể cho sự phát triển của Carson City, đặc biệt vào thập kỷ 1870s, và cũng là người đã nhập về một lượng lớn các loại cây từ vùng phía đông mang về trồng khắp thành phố, tạo nên cảnh quan hiện tại.
Ferris con rời Nevada năm 1875, học tại California Military Academy tại Oakland, tốt nghiệp năm 1876. He graduated from Rensselaer Polytechnic Institute in Troy, NY, where he was a Charter Member of the local chapter of the Chi Phi Fraternity and a member of the Rensselaer Society of Engineers, in the class of 1881 with a degree in Civil Engineering. He was made a member of the Rensselaer Polytechnic Institute Alumni Hall of Fame in 1998.
Ferris bắt đầu sự nghiệp của mình trong ngành đường sắt, và rất hứng thú xây dựng cầu. He founded a company, G.W.G. Ferris & Co. in Pittsburgh, Pennsylvania, kiểm tra và giám định vật liệu đường sắt và cầu.
Nhà ông tại 1318 Arch Street, Central Northside, đã được đưa vào danh sách điểm đến lịch sử của Thành phố Pittsburgh vào năm 2001.

## Bánh xe Ferris

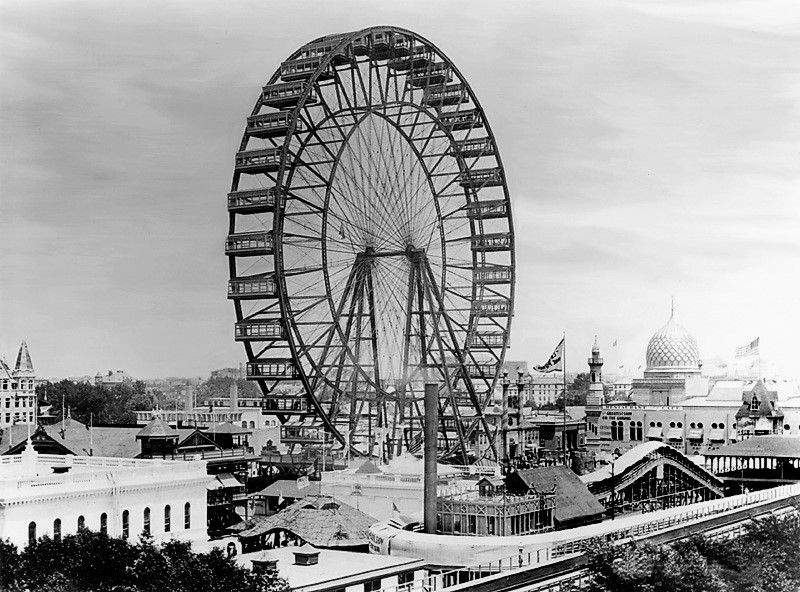
The original 1893 Chicago Ferris Wheel

Tin về hội chợ World's Columbian Exposition sẽ được tổ chức vào 1893, tại Chicago, Illinois, đã thu hút Ferris tới thành phố này. Vào 1891, giám đốc hội chợ World's Columbian Exposition thông báo một cuộc thi cho các kỹ sư Mỹ đưa ra thiết kế một tượng đài/hình ảnh cho hội chợ, mà phải lấn át được Tháp Eiffel, biểu tượng của Hội chợ Quốc tế Paris năm 1889 tổ chức 4 năm trước đó. Những nhà tổ chức muốn một cái gì đó "nguyên gốc, mạnh bạo và duy nhất". Ferris đã tham gia với mô hình bánh xe vòng quay để từ đó khách tham quan có thể quan sát được toàn cảnh hội chợ, một bánh xe sẽ vượt qua hình ảnh tháp Eiffel. Những nhà tổ chức lại sợ rằng thiết kế của Ferris có thể không an toàn.
Bánh xe Ferris có 36 buồng, mỗi buồng có 40 ghế, có thể chứa tới 60 người, tổng cộng có thể chứa tối đa tới 2160 người. Khi hội chợ mở, nó đã mở cửa thu hút 38,000 lượt người một ngày, mất 20 phút để quay 2 vòng, vòng đầu dừng 6 lần để cho phép khách vào và ra, vòng 2 không dừng quay liên tục 9 phút, vé bán 50 cent. Vòng quay chuyên chở 2.5 triệu lượt người trước khi nó bị phá bỏ năm 1906.

## Cái chết
George Ferris mất ngày 22 tháng 11 năm 1896 tại Mercy Hospital Pittsburgh, Pennsylvania vì bệnh thương hàn (typhoid fever). Tro tàn của ông được lưu trữ ở nhà hỏa táng Pittsburgh hơn một năm, chờ đợi người nhà đến sở hữu.